# The Land of Oz (film 1910)
The Land of Oz è un cortometraggio muto del 1910 diretto da Otis Turner.

## Produzione
Il film fu prodotto dalla Oz Film Manufacturing Company e dalla Selig Polyscope Company.

## Distribuzione
Distribuito dalla General Film Company, il film - un cortometraggio in una bobina - uscì nelle sale cinematografiche statunitensi il 19 maggio 1917.